# Mediální výchova
Mediální výchova je obor vzdělávání zaměřený na rozvoj mediální gramotnosti, tedy schopnosti kriticky analyzovat a vyhodnocovat informace přijímané prostřednictvím médií.

## Obsah
Mediální výchova se zaměřuje na posuzování mediálně šířeného obsahu. Mezi média patří knihy, televize, rádio, noviny, internet, sociální sítě, apod. Cílem mediální pedagogiky je podpora schopnosti kriticky hodnotit a reflektovat dopad médií vůči sobě i společnosti. Objevovat v nich to hodnotné i negativní a snažit se to zozdpovědně regulovat. Jde o rozvíjení komplexní dovedností mediální gramotnosti. Člověk mediálně gramotný je schopen se aktivně zapojit do společenské komunikace.

## Historie
Za první požadavek na vytvoření jednotné mediální koncepce a jeho zařazení do učebního procesu se považují úvahy J. A. Komenského. Ten ve svém díle Labyrint světa a ráj srdce uvažoval o roli novin ve škole. Dle Komenského měly být noviny nástrojem ve výuce a zdrojem aktuálních informací pro studenty.
Průdký rozvoj zaznamenala mediální výchova a diskuse kolem ní zejména ve 20. století v souvislosti s dynamickým rozvojem nových médií a komunikačních kanálů, jakými byl rozhlas a zejména televize. V 50. a 60. letech 20. století můžeme sledovat výrazný rozvoj mediální výchovy v USA. Na mnoha univerzitách se studium médií stalo respektovaným oborem. V 70. a 80. letech se rozšířil zájem o média na oblast každodennosti a populární kultury. Byl zájem o vztah médií a politiky jako politickou komunikaci. Rozvoj mediální výchovy nastal po druhé světové válce. Šlo o snahu posílit odolnost široké veřejnosti vůči tlakům propagandy (zkušenosti z nacistického Německa). Cílem bylo vychovat občany ke „kritickému čtení novin“.
Komunistický režim po roce 1948 pod vedením komunistické strany projevil zájem rozvinout mediální gramotnost. Ne však na úrovni všeobecného vzdělávání žáků, ale na úrovni deklarací. Mediální výchova v této době dostává ideologické mantinely, které ji značně omezují. Média se stávají nástrojem státu a řídí se politikou vládnoucí strany. Z ideologického hlediska bylo nepřípustné, aby někdo pochyboval o správnosti rozhodnutí vlády. Proto byla nezávislá mediální výchova, která by pojednávala o neblahém vlivu médií v tomto prostředí nemyslitelná.

## Vymezení

### Média a škola
Média se postupem času začala objevovat i ve školství. Dá se s nimi nakládat i účelně a poučeně. Kromě informační funkce mají také funkce zábavní, kulturní, sociální a politickou. Žák by je měl využívat ke svému prospěchu a odhalovat skrytou manipulaci. Některé školy mají svůj školní časopis. Vlastní tvorba médií je dobrým odrazovým můstkem. Jsou využívána jako součást informačního a komunikačního systému. (Pastorová, RVP)

### Média a rodina
V rodině řešící mediální výchovu ovlivňují dětskou televizní konzumaci. Cílem je omezit čas strávený u televize a vypustit nevhodné pořady. Někteří rodiče se ale nesnaží natolik. Když se nenabízí vhodný pořad, nechají se dítě dívat i na méně vhodný. Opakem omezování je divácké doporučení. Toto doporučení má poskytnout příležitosti k obohacení prostřednictvím mediální konzumaci. Rodiče využívají několik technik, kterými chtějí snížit rizika médií. Ale divácká doporučení a jiné prospěšnější informace se v rodině téměř neobjevují.

### Cíle mediální výchovy
„Člověk nemůže pochopit smysl příběhu či informativního sdělení, tím méně ho ocenit či kritizovat, pokud neví něco o médiu, jehož prostřednictvím se k němu sdělení dostalo…“  Mediální výchova je prostředek ke zvýšení úrovně mediální gramotnosti veřejnosti.
Její cíle jsou:
- Přiblížit, jak fungují mediální texty
- Vysvětlit, jak se podílejí na vytváření významů
- Vyložit, jak fungují mediální organizace
- Popsat, jak se publikum zmocňuje mediálních produktů, technologií a institucí a dodává jim význam[14]

## Mediální výchova ve školství
Ve 20. století se v českém kontextu objevují dva iniciační směry. První proud měl souvislost s rozvojem nových médií, jako je film, nebo rozhlas. Účastníci tohoto proudu navrhovali možnosti, jak využít tato nová média ve školní výuce. Tato myšlenka má i své kritiky. Obávají se nespokojenosti rodičů, jelikož noviny často obsahují nevhodný, primárně politický obsah. Ten může mít na výuku nepříznivý vliv. I přesto jsou vydávány tiskoviny určené pro žáky a učitele.
Druhý proud nahlížel na média z té negativní strany. Ta varovala před možností ohrožení procesu výchovy. Poučení o něm by se mělo stát předmětem školních osnov. Tento proud byl reakcí na sílící negativní vlivy médií. Jde o manipulaci společnosti. K tomuto proudu v zahraniční praxi se hodí citát Josefa Grycze “už nejde o to, zdali mládež má noviny čísti či nikoli, nýbrž o to, že mládež sama, bez školy, noviny čte, a že tedy škola musí věnovati pozornost této věci a mládeži pomoci, jakož i dáti jí v dané otázce směr“.
Po roce 1989 dochází k novým snahám o zavedení mediální výchovy. Tyto snahy se dělí do dvou období. První je období spontánních snah. V tomto proudu jsou hlavními aktéry pedagogové, kteří z vlastního přesvědčení do výuky začali zařazovat prvky mediální výchovy. Druhé období následovalo v pozdních 90. letech 20. století a trvá dodnes. Ovšem dnes je kladen důraz na vzdělávání i široké veřejnosti. Jedná se o dobu tzv. systematizace, kdy z nahodilých zájmů jedinců se začíná tvořit institucionalizované odvětví.
V dnešní době se k mediální výchově přistupuje tedy mnohem smysluplněji. Mediální výchova se snaží proniknout do škol tak, aby viditelně vedla žáky k objektivní kritice. Mediální výchova byla již v roce 2007 zařazena do Rámcového vzdělávacího programu jako průřezové téma. Informace a články k mediální výchově jsou shromažďovány na metodickém portálu RVP.cz.
Mediální výchově se věnuje v České republice řada organizací a projektů. Mezi ně patří například program Jeden svět na školách, organizace jako je Fakescape, Zvol si info nebo projekt Svět médií.